# اچ‌ام‌اس درینگ (۱۸۴۴)
اچ‌ام‌اس درینگ (۱۸۴۴) (به انگلیسی: HMS Daring (1844)) یک کشتی بود که طول آن ۱۰۴ فوت (۳۲ متر) بود. این کشتی در سال ۱۸۴۴ ساخته شد.